# Comtat de Torrefiel
El comtat de Torrefiel és un títol concedit pel rei Ferran VII el 1816 al tinent coronel de cavalleria Rafael Maria Barberà, òlim Puigmoltó i de la Tonda, primer vescomte de Miranda, ajudant de camp del general Jean Baptiste Bessières. Actualment continua en la mateixa família. La seva casa pairal es troba entre els pobles de Fontanars dels Alforins i Ontinyent (la Vall d'Albaida).

## Comtes de Torrefiel
|                                  | Titular                                         | Període                          |
| Creat el 1816 pel rei Ferran VII | Creat el 1816 pel rei Ferran VII                | Creat el 1816 pel rei Ferran VII |
| -------------------------------- | ----------------------------------------------- | -------------------------------- |
| I                                | Rafael Maria de Barberà-Puigmoltó i de la Tonda | 1816-1837                        |
| II                               | Rafael Puigmoltó i Pérez                        | 1845-1890                        |
| III                              | Enric Puigmoltó i Mayans                        | 1892-1900                        |
| IV                               | Vicente Puigmoltó Rodríguez-Trelles             | 1901-1931                        |
| V                                | Vicenç Puigmoltó i Rodríguez de Valcárcel       | 1951-1981                        |
| VI                               | Vicenç Puigmoltó i Prat                         | 1981-actualitat                  |